# Cottonwood Technology Fund
Cottonwood Technology Fund is een investeringsmaatschappij met kantoren in Enschede en Santa Fe (New Mexico). Cottonwood verstrekt durfkapitaal aan high-tech en hardware start-ups in Noordwest-Europa en de Verenigde Staten.

## Geschiedenis
Cottonwood Technology Fund werd in 2010 opgericht in Santa Fe door David Blivin.
In 2014 breidde Cottonwood uit naar Europa. Het Europese hoofdkantoor is gevestigd op de innovatiecampus van de Universiteit Twente in Enschede. Het wordt geleid door Alain le Loux, voormalig lid van het dagelijks bestuur van Getronics PinkRoccade en algemeen directeur van meerdere start-ups. Voordat Le Loux aantrad bij Cottonwood was hij een business angel in 17 bedrijven, waaronder SciSports en LipoCoat.
In november 2020 kondigde Cottonwood de opening van haar derde investeringsfonds aan. Bekende investeerders in Cottonwood zijn onder meer Koninklijke KPN en Caterpillar.

## Investeringen
Cottonwood Technology Fund is gespecialiseerd in vroege fase investeringen in innovatieve technologie. Haar portfolio omvat voornamelijk fotonica, elektronica, geavanceerde materialen, nanotechnologie, medische technologie, robotica en duurzame energie (cleantech).
Sinds 2010 heeft Cottonwood geïnvesteerd in meer dan 20 bedrijven, waaronder Skorpios Technologies, BayoTech, Sarcos Robotics, Infinitum Electric, SoundEnergy, OPNT and Eurekite.
In 2019 vond de beursgang van portfoliobedrijf Exagen Inc. plaats (NASDAQ: XGN).
Cottonwood wordt in het Preqin Global Private Equity & Venture Capital Report 2020 genoemd als een van de best presterende durfkapitaalfondsen ter wereld.